# 慈恩寺 (沈阳市)
慈恩寺位于中国辽宁省沈阳市沈河区大南街慈恩寺巷12号，为汉传佛教净土宗寺院。
慈恩寺是中国东北四大佛教丛林之一（其他三座为长春般若寺、营口楞严寺、哈尔滨极乐寺）。汉族地区佛教全国重点寺院之一。沈阳市现存最大的佛教寺院。现为辽宁省佛教协会的所在地。
慈恩寺周边是沈阳市佛教寺院集中之地，该寺西北有大佛寺，西南有般若寺。慈恩寺以东不远处为万柳塘公园。

## 历史
《沈阳县志》载，慈恩寺始建于后金天聪二年（1628年），由僧人惠清创建。清朝顺治元年（1644年）、道光三年（1823年）、民国十二年（1923年）均曾扩建、重修。《沈阳县志》又载：“德盛关（大南关）大井沿路东，即该寺址。”慈恩寺内碑文亦载：“天聪二年复兴古刹”。清朝顺治元年（1644年）建成了大殿、韦驮殿、两廊。后来由于年久失修而毁灭。民国元年（1912年），僧人步真主持重修该寺，先后建了山门、天王殿、配殿、钟鼓楼、禅堂、念佛堂、两廊、比丘坛。民国八年（1930年），最终建成了大雄宝殿。至此该寺形成了如今的规模。
慈恩寺历史上是一座十方丛林。清朝初年，函可案的主角释函可被流刑发配盛京慈恩寺，戴罪修行。顺治五年四月二十八日（1648年），函可与弟子共5人抵达盛京，开始“奉旨焚修慈恩寺”。函可在盛京广结文人、流宦、流人等，获众人欢迎及尊重。顺治十六年十一月二十四日（1659年），函可在千山龙泉寺圆寂。
文化大革命期间，1970年代，慈恩寺内入驻了若干工厂。
1983年，慈恩寺被定为汉族地区佛教全国重点寺院。1985年，被列为沈阳市文物保护单位，1988年被列为辽宁省文物保护单位。2009年，沈阳市十四届人大常委会第十一次会议审议通过《沈阳历史文化名城保护条例》，慈恩寺受到法律严格保护。
1987年以来，慈恩寺的殿堂及佛像获得修缮，重建了北配房，新建了青砖青瓦二层楼的斋堂及库房。
慈恩寺经常举办大规模佛事活动。比如2004年10月7日，慈恩寺举行了数千人参加的大规模祈福法会。
慈恩寺现任住持为照元法师。

## 建筑
慈恩寺坐西朝东，平面呈长方形，占地面积为12,698平方米:8。从山门以内，整个寺院建筑分为三路。中路共有四进院落，正面是山门，门内有钟鼓楼，中轴线上依次为天王殿、大雄宝殿、比丘坛、藏经楼。寺院共有房屋135间，占地面积2,995平方米:9。
- 山门：三楹，小式硬山造，灰瓦顶[4]。有一圈白色大理石雕刻的32个石狮子围城的寺墙，门前挂有写着“非空非色见如来，无人无我观自在”的对联[8]:9。山门外的座基围以汉白玉栏杆[1]。
- 天王殿：面阔三间，小式硬山造，灰瓦顶，朱红地仗，檀枋彩画。天王殿前檐下，左侧置木鱼，右侧置云版。殿内供奉四大天王、弥勒菩萨、韦驮护法菩萨塑像。殿前挂有“谈经谈法自净其意，随缘度生利乐有情；知因知果诸恶莫做，聚善奉行庄严国寺”的对联[8]:9。天王殿南北两侧有卷棚式门楼。[4]
  - 小楼：两座，分别位于山门内左右两侧，南北分立。小楼后面是钟鼓楼。小楼已无存。[1]
  - 钟楼、鼓楼：位于天王殿前，南侧为钟楼，北侧为鼓楼，均是歇山九脊灰瓦，楼亭为二层围廊，下面是方形基座。[1]
- 大雄宝殿：面阔五间，进深三间，庑殿顶，带前后廊，檀枋彩画。大雄宝殿建在高台上。大雄宝殿内，前面正中供奉释迦牟尼佛、药师佛、阿弥陀佛，药师佛左手供奉观世音菩萨、地藏王菩萨；阿弥陀佛右手供奉文殊菩萨、普贤菩萨。殿内左右两侧供奉各尊者像。殿后面供奉观世音菩萨，为滴水观音像。[4]
  - 伽蓝殿：位于大雄宝殿以北，供奉手捧《春秋》的关圣帝君，关圣帝君左手边是道家财帛星君财神。[4]
- 比丘坛：面阔三间，进深三间，单檐歇山前廊式，灰瓦顶。[4]前檐走廊有浮雕头柱、卷柱。[1]正脊梁上有“法轮常转，国泰民安”文字砖，两端有鸱吻，垂脊上有走兽。小檐四角各有五兽排立在四角上端，下端雕象首[8]:8-9。殿内供奉释迦牟尼佛像。比丘坛前供奉着开心菩提大水晶，水晶石前设有放生池。[4]
- 藏经楼：面阔七间，两层硬山前廊式。一层作为接待室、会客室；二层珍藏着两部木版“三藏”经典，其中明万历藏经724函、清雍正藏经724函、清光绪藏经728函，并供奉着释迦牟尼佛像[8]:9。该楼是沈阳地区最大的藏经楼。[2]
- 中路其他建筑：中路有重建的二十五间配房，现为客堂、禅堂、念佛堂、方丈寮，辽宁省佛教协会办公室等等。[1]
- 南路建筑：南路的配房有如意寮、习房、僧舍、办公室等等。南院有塔院、库房等。[1]
- 北路建筑：北路有新建的二层楼斋堂、厨房、招待室等等。[1]

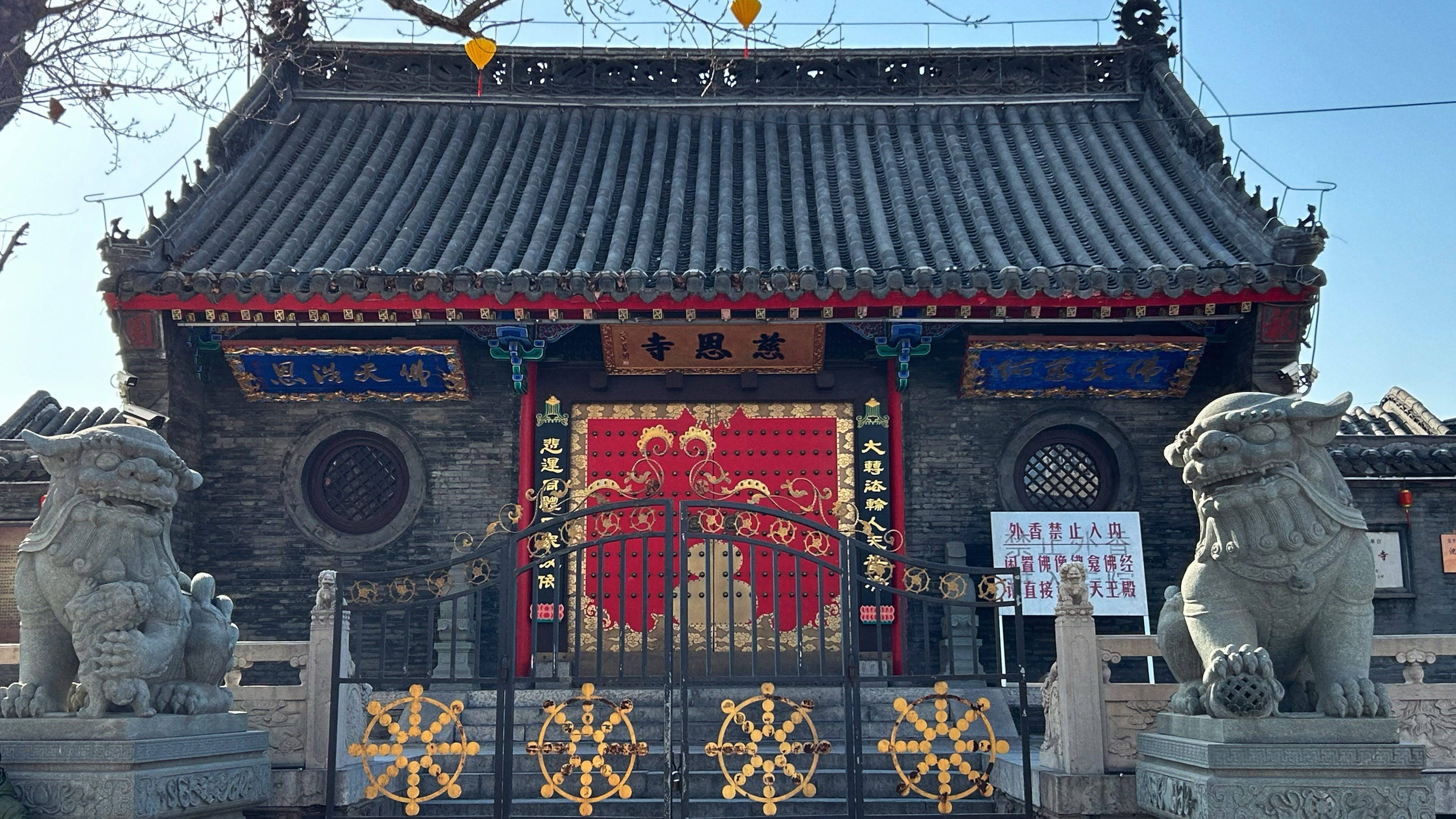
山门
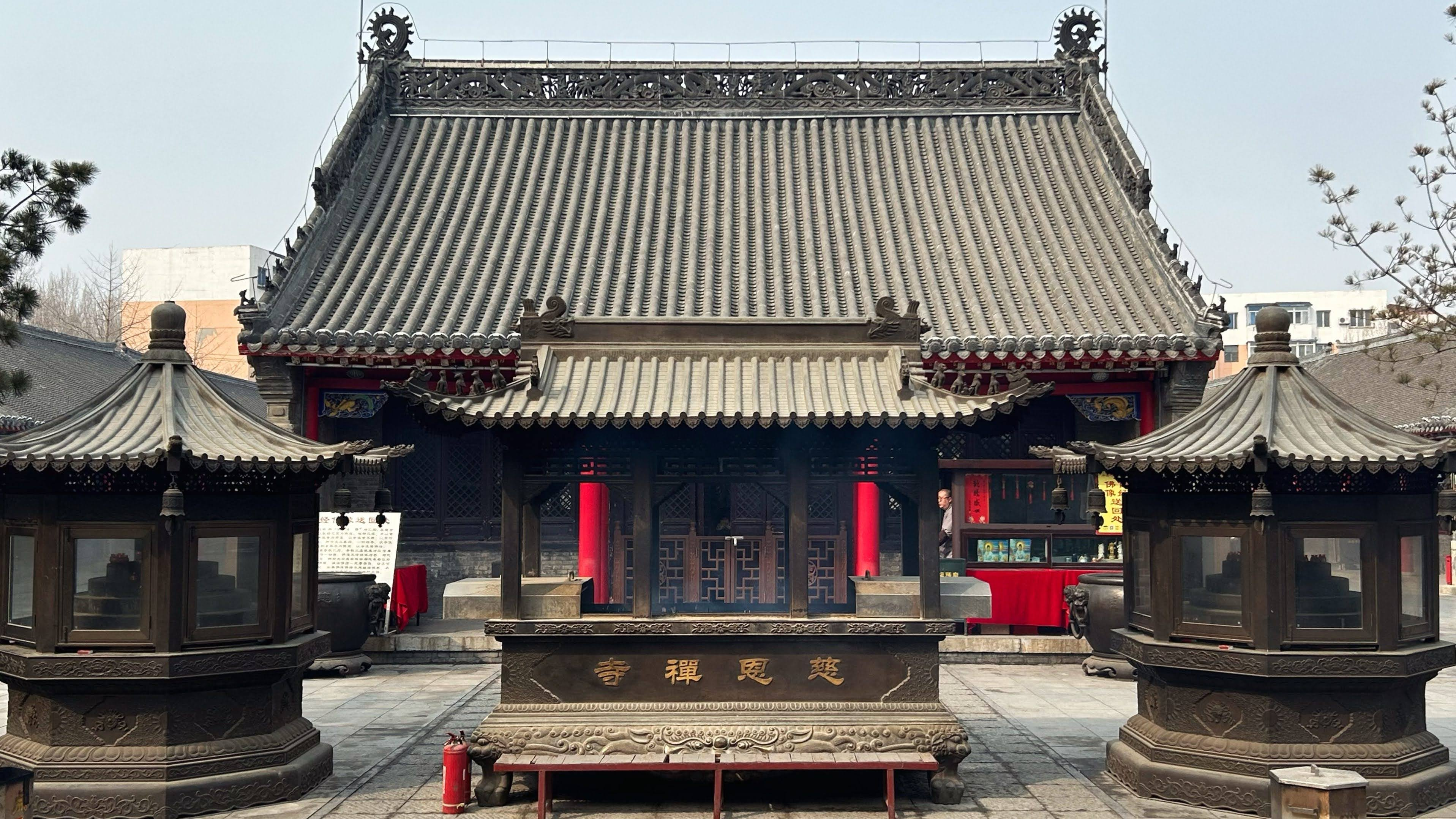
天王殿
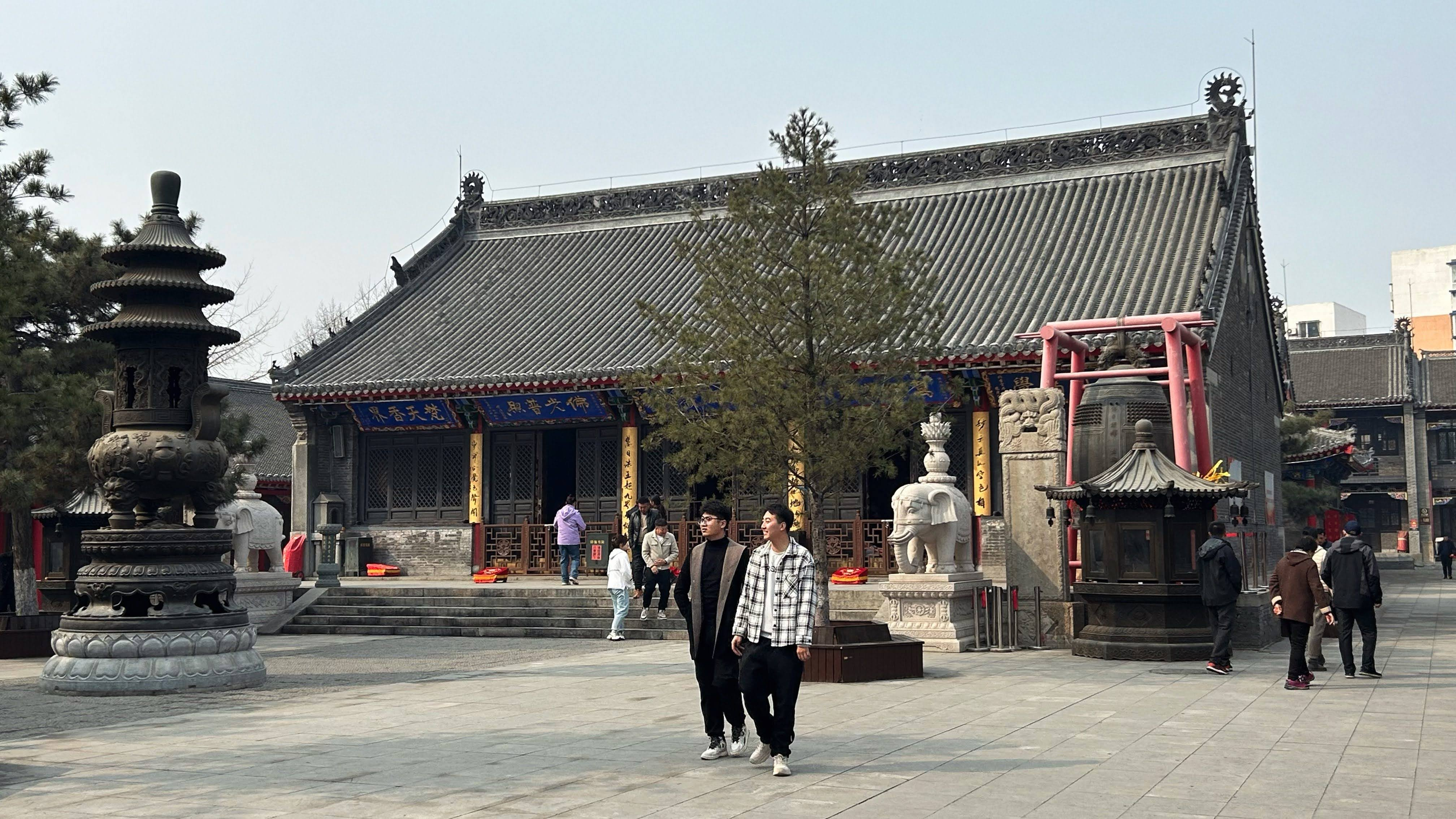
大雄宝殿
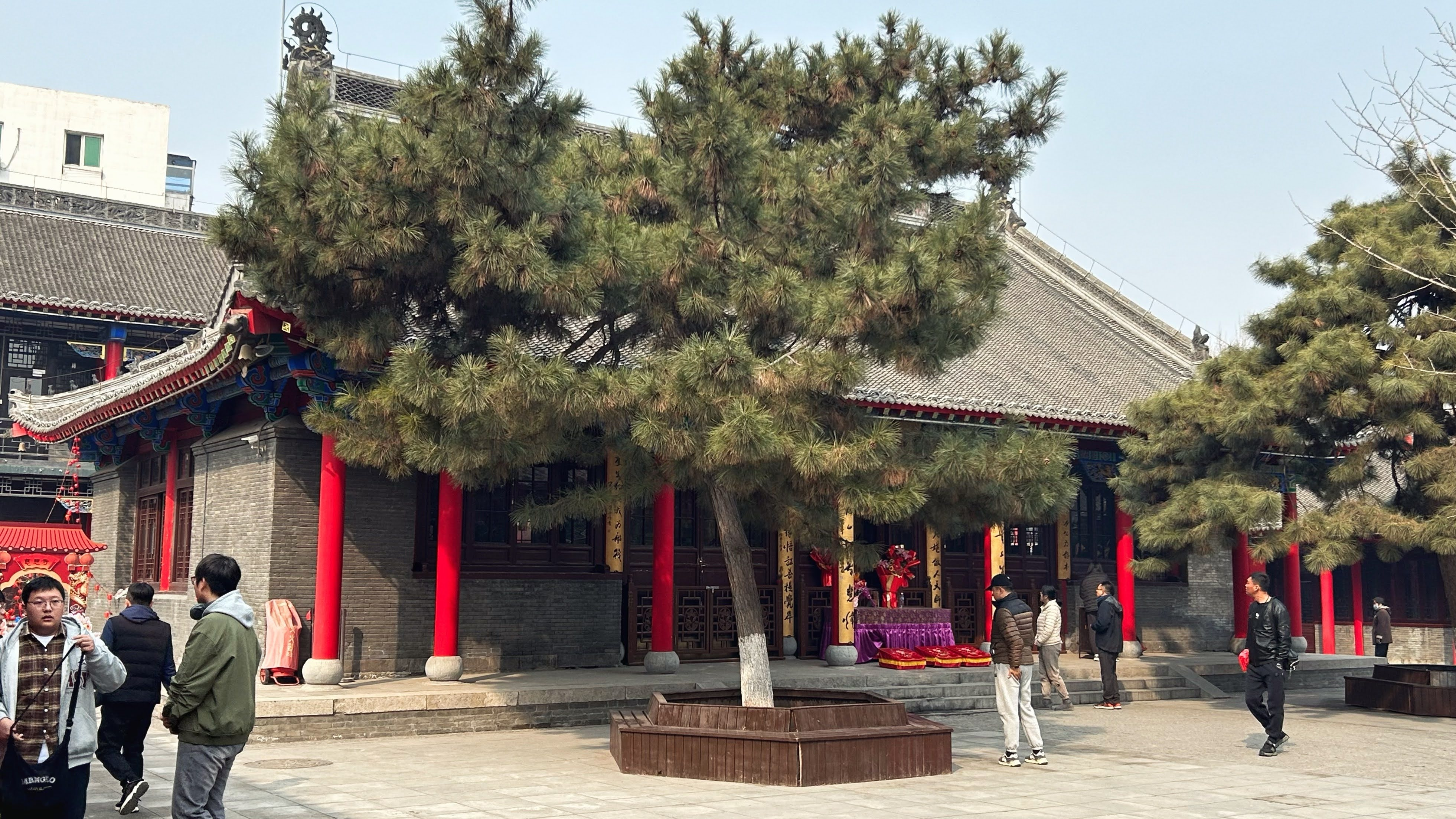
比丘坛